# Dujam Rudičić
Dujam Rudičić (16. stoljeće, hrvatski graditelj).
Graditelj iz Splita.  Od 1529. do 1535. s Ivanom Vitačićem radi na pregradnji zadarske benediktinske crkve sv. Marije. Gradnji su preuzeli od klesara Nikole Španića i graditelja Martina Filipovića. Pripisuje im se gradnja jugozapadnog bočnog zida crkve s portalom.